# Rozkład Fishera-Tippetta
Rozkład Fishera-Tippetta – rozkład zmiennej losowej służący do wyznaczania ekstremalnych wartości zmiennej losowej w pewnym przedziale czasu. Większość losowych zjawisk naturalnych (takich jak temperatura otoczenia, prędkość wiatru) daje się dobrze opisywać tym rozkładem.
Rozkład Gumbela jest szczególnym przypadkiem rozkładu Fishera-Tippetta, dla:
{\displaystyle \lambda =0,\beta =1}